# Lenbachmuseum (Schrobenhausen)

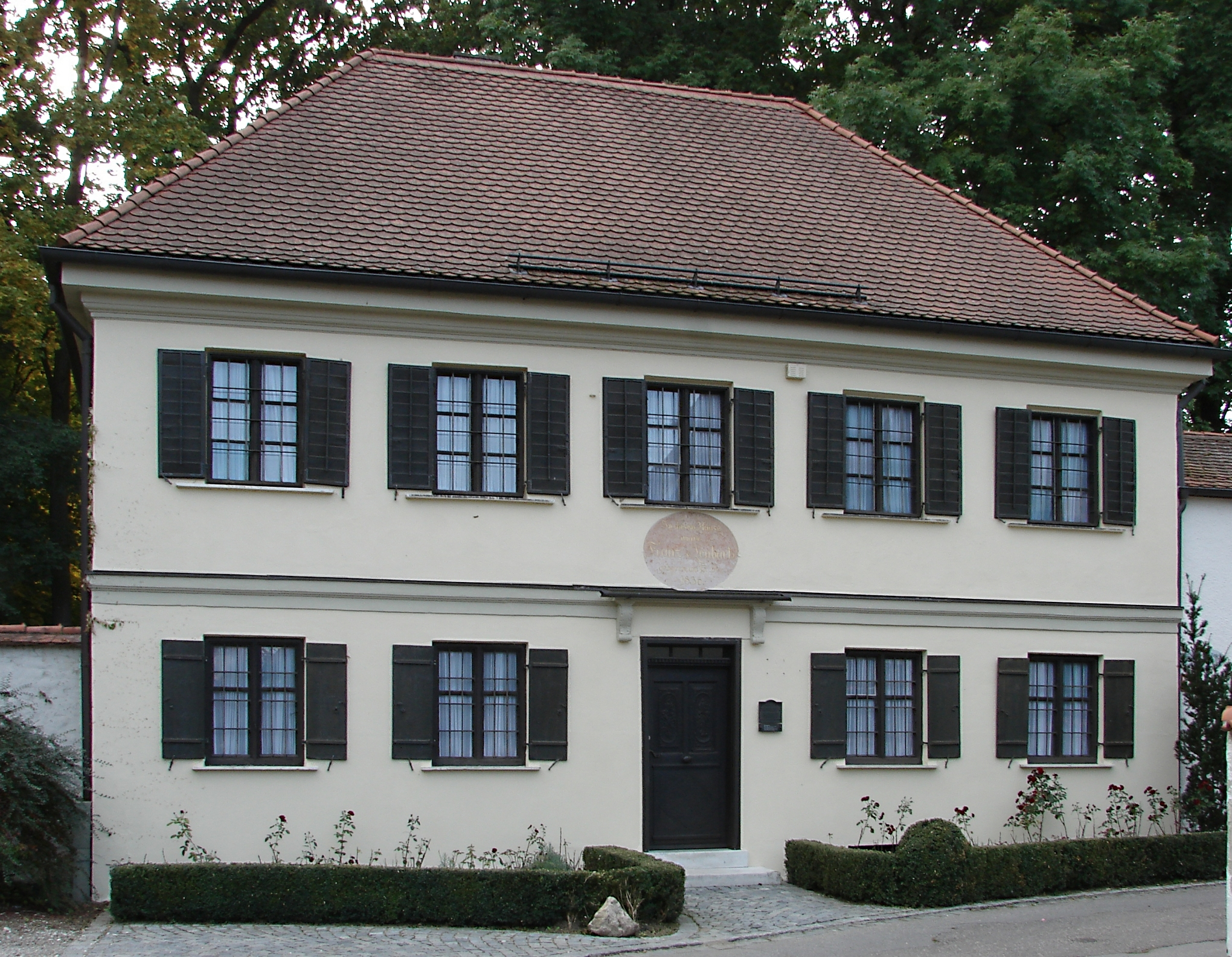
Franz von Lenbachs Geburtshaus in Schrobenhausen

Das Lenbachmuseum befindet sich im Geburtshaus des Malers Franz von Lenbach in Schrobenhausen in Bayern. Anders als im bekannteren Lenbachhaus in München steht im Lenbachmuseum das Leben und Werk des Künstlers im Mittelpunkt.

## Gebäude
Das Haus im Südwesten der Schrobenhausener Altstadt wurde 1823 von Franz Lenbachs Vater, dem Stadtbaumeister Franz Joseph Lenbach erbaut. Das zweigeschossige Biedermeierhaus war damals ein repräsentativer Wohnbau. Nach dem Tod des Vaters wechselte es mehrfach den Besitzer. Franz von Lenbach versuchte 1901 vergeblich, sein Elternhaus zurückzukaufen. Bei einer Zwangsversteigerung im Oktober 1936 erwarb Franz von Lenbachs Witwe das Haus und brachte es in eine neu gegründete Stiftung ein. Die Stadt Schrobenhausen verpflichtete sich zur Übernahme der Renovierungs- und Unterhaltskosten. Das Gebäude steht unter Denkmalschutz.

## Geschichte
Franz von Lenbach wurde 1836 in Schrobenhausen geboren und starb 1904 in München. Seine Witwe Lolo von Lenbach überließ das Haus und rund 500 Gemälde, Skizzen, Zeichnungen und persönliche Unterlagen aus dem Nachlass ihres Mannes der im Juni 1937 gegründeten Lenbach-Museums-Stiftung. Der mit Lolo von Lenbach befreundete Maler Toni Roth, Konservator am Landesamt für Denkmalpflege, übernahm die Einrichtung des Museums. Am 11. Dezember 1937 wurde das Lenbachmuseum eröffnet.
Zu Beginn waren alle Bilder und Objekte der Sammlung im Museum zu sehen. Anlässlich des 150. Geburtstags des Künstlers wurde 1986 die Ausstellung neu konzipiert und die Zahl der Exponate reduziert. Ein Teil der Bilder kam ins Depot und wird in Sonder- und Wechselausstellungen gezeigt. 1986 erschien auch erstmals ein Katalog, in dem alle Objekte der Sammlung verzeichnet und beschrieben sind.
Im Herbst 2015 begann eine umfassende Renovierung und Umgestaltung des Museums. Heizung und Beleuchtung wurden modernisiert und die Hängeflächen durch Wandpaneele vergrößert. Die Anzahl der ausgestellten Exponate wurde noch einmal reduziert, dafür stehen zwei Räume für Sonderausstellungen zur Verfügung. Eine Medienstation gibt Auskunft über Künstler und Sammlung einschließlich der nicht ausgestellten Werke. Seit April 2016 ist das Museum wieder geöffnet.

## Ausstellung

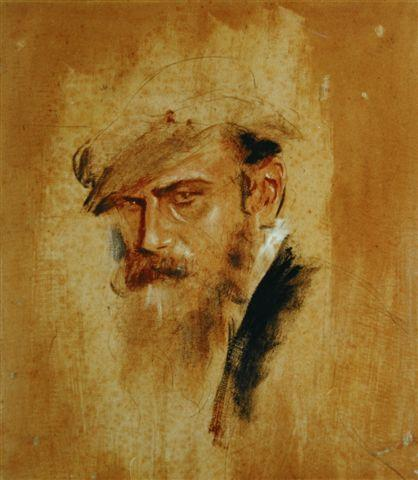
Franz von Lenbach, Selbstporträt

Im Museum sind Bleistiftzeichnungen und Ölskizzen aus Lenbachs erster, naturalistischer Schaffensperiode ausgestellt, darunter Studien zu seinen Darstellungen des Hirtenknaben und des Titusbogen in Rom. Selbstporträts und Familienbildnisse zeigen den Künstler, seine zweite Frau Lolo und seine Töchter Marion und Gabriele. Franz von Lenbach wurde als Porträtmaler bekannt. In der Ausstellung sind Vorarbeiten und ausgeführte Porträts berühmter Persönlichkeiten zu sehen. Weitere Gemälde können bei Führungen im Lenbachsaal des Schrobenhausener Rathauses besichtigt werden.
In separaten Räumen sind Werke des Landschafts- und Tiermalers Johann Baptist Hofner aus Aresing ausgestellt, mit dem Lenbach seit seiner Jugendzeit befreundet war.
Im Museum befindet sich auch eine römische Marmorstatue aus dem späten ersten Jahrhundert, eine Kopie nach einem griechischen Original, die den Torso eines Jünglings darstellt. Lenbach hatte sie – vermutlich während eines Aufenthalts in Rom – für seine Münchner Villa erworben.